# Aladağlar

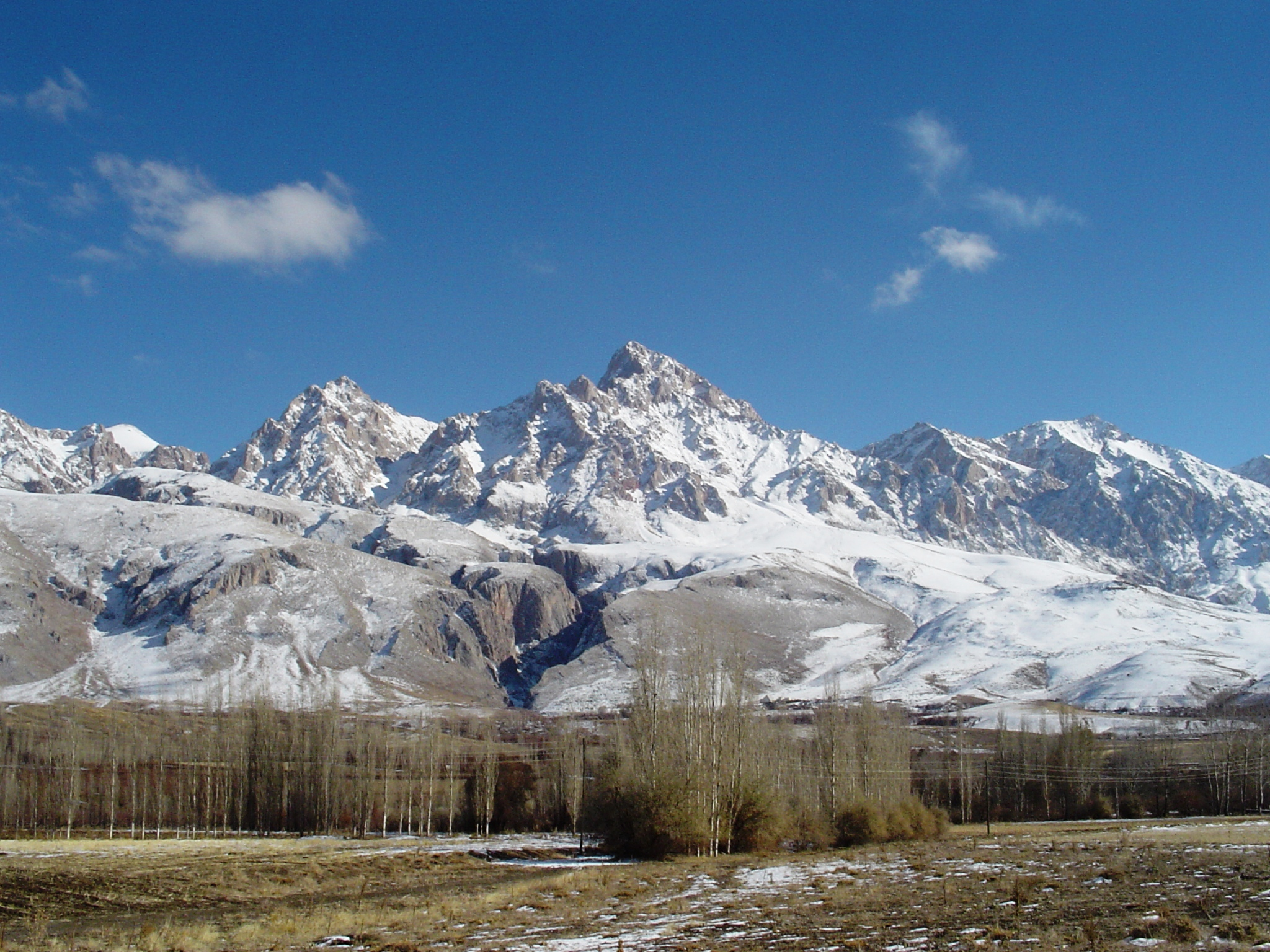
Demirkazık

Ala Dagh (que en idioma turc significa 'muntanyes acolorides') també dit (provinent del grec) Antitaurus, és una serralada de muntanyes, la més alta entre els monts Taurus de Turquia. El seu cim més alt es troba prop de la ciutat de Niğde. Ala Dagh, l'any 1995, va esdevenir un Parc Nacional.
El cim més alt n'és el Demirkazık, amb una altitud de 3.756 m, ascendit per primera vegada per Georg Kühne l'any 1927. Altres cims importants són el Kaldı, de 3.734 m, el Kızılkaya de 3.725 m, el Direktaş de 3.510 m i el Karanfil Dağ (3.059 m). La part nord és més humida i està formada per serralades suaus i rep el nom d'«Aladağlar negre». La part sud és més seca i s'anomena «Aladağlar blanc».
En època antiga les muntanyes eren conegudes com a Olimp. Alexandre Magne va travessar el Taurus per l'Antitaurus quan es dirigia a Pèrsia.
A uns 3.100 metres d'altitud es troba el Yedigöller ('set llacs').